# 全米サラブレッド競馬協会
全米サラブレッド競馬協会（ぜんべいさらぶれっどけいばきょうかい、National Thoroughbred Racing Association）はアメリカ合衆国における北米全土の競馬場および競馬関係団体の任意加盟団体である。通称NTRA。

## 概要
各国の競馬の統一機関とは違い、各競馬場のレース日程や施行条件、賞金を決める役割をになっておらず、それらは各州ごとの統一機関によって行われている。これは日本での地方競馬全国協会に相当する。
全米サラブレッド競馬協会の主な役割は、競馬事業者会員からの会費および資金供給により、アメリカ競馬のマーケティング、コマーシャル、プロモート、アメリカ全土の各主要レースのテレビ放映である。2001年にブリーダーズカップの主催者であるブリーダーズカップ協会と業務提携、のちに合併し競馬へのスポンサー企業の誘致やブリーダーズカップ競走の振興を行っている。

## 沿革
1997年に競馬の人気向上および競馬産業の経済状態の改善を目的として、ブリーダーズカップ社、オーナー・ブリーダー協会、ジョッキークラブ（かつての競馬の統括機関）、キーンランド協会、オークツリー競馬協会および全国サラブレッド協会によって出し合われた資金にて創設された。